# Republiek Estland (1918-1940)

Onafhankelijkheidsviering in Tallinn, 24 februari 1919.

De Republiek Estland (Estisch: Eesti Vabariik) is de naam voor Estland tussen 1918 en 1940; sinds 1991 heet het land officieel ook weer zo. Op 24 februari 1918, in navolging van de Oktoberrevolutie, werd de Republiek Estland uitgeroepen, en na de Estische Onafhankelijkheidsoorlog werd dit land door de Sovjet-Unie erkend bij de Vrede van Tartu op 2 februari 1920. In 1921 trad Estland toe tot de Volkenbond.
Estland kwam na 1920 cultureel en economisch tot bloei. Het wapen met drie blauwe leeuwen, thans nog het wapen van Estland, werd ingevoerd op 19 juni 1925. De eerste jaren had Estland geen president. De staatsoudste of riigivanem combineerde de functies van president en minister-president. In 1934 riep staatsoudste Konstantin Päts de noodtoestand uit en regeerde als autoritair leider het land. In 1938 werd hij tot president gekozen en benoemde hij een minister-president, Kaarel Eenpalu. Vanaf dat moment waren president en minister-president gescheiden functies.
In augustus 1939 sloten nazi-Duitsland en de Sovjet-Unie het Molotov-Ribbentroppact, waarin de invloedssferen van Duitsland en de Sovjet-Unie werden uitonderhandeld. Vervolgens viel de Sovjet-Unie in juni 1940 Estland binnen. Op 21 juli werd de Estische Socialistische Sovjetrepubliek opgericht, die vanaf 6 augustus onderdeel uitmaakte van de Sovjet-Unie.